# Erkennungsdienst
Erkennungsdienst (ED) ist in der Kriminalistik der Überbegriff für alle Tätigkeiten innerhalb der Polizei, die sich mit der Spurensuche, der Spurensicherung und Spurenauswertung (Aufnahme von Sachbeweisen) befassen. Ferner bezeichnet es die Lehre der Personenbeschreibung.
Beim Militär ist es Aufgabe des Erkennungsdienstes, Regelungen eindeutig vorzugeben, damit Einheiten ohne direkten Kontakt Informationen austauschen können (z. B. Truppen am Boden und Flugzeuge).
Hierbei kann typischerweise eine bestimmte Bewegung mit den Flügeln des Flugzeugs beim Überfliegen der eigenen Stellungen gemacht werden oder von den Bodentruppen aus der Luft sichtbare Zeichen (z. B. Kreuz für Abwurfstelle) angelegt werden.

## Erkennungsdienst (Spurensuche)
In der Regel betreiben Fachdienststellen der Kriminalpolizei den Erkennungsdienst, in einfach gelagerten Fällen (z. B. Einbruchdiebstahl mit geringem Schaden) wird er jedoch auch von der Schutzpolizei durchgeführt.
Die Kriminalbeamten und Angestellten des Erkennungsdienstes sind kriminaltechnische Spezialisten, die ihre Arbeit sowohl an den Tatorten (Suchen und Sichern), als auch in den Sammlungen auf den Dienststellen (Auswertung) durchführen. Dabei gehen sie nach kriminaltaktischen wie auch nach logischen Gesichtspunkten vor.
Der Erkennungsdienst rückt aus, wenn Spuren am Tatort zu sichern sind. Bei Kapitalverbrechen rückt der sogenannte „Große ED“ (Erkennungsdienst, eine aus vielen Kriminalbeamten und Angestellten bestehende Gruppe) aus.

## Erkennungsdienstliche Behandlung
Die Angehörigen des Erkennungsdienstes haben weiter die Aufgabe, von tatverdächtigen Personen Fingerabdrücke zu nehmen, sie zu fotografieren und besondere körperliche Merkmale (Narben, Muttermale, Tätowierungen etc.) zu erfassen.
Erkennungsdienstliche Maßnahmen bei Personen sind sowohl repressiv als auch präventiv möglich (siehe dazu die §§ 81 ff. Strafprozessordnung). Weiterhin haben die Landespolizeidienststellen in den Polizeigesetzen spezielle Regelungen für die Durchführung einer erkennungsdienstlichen Behandlung verankert, die rein der Gefahrenabwehr dient.